# Stefan Heym

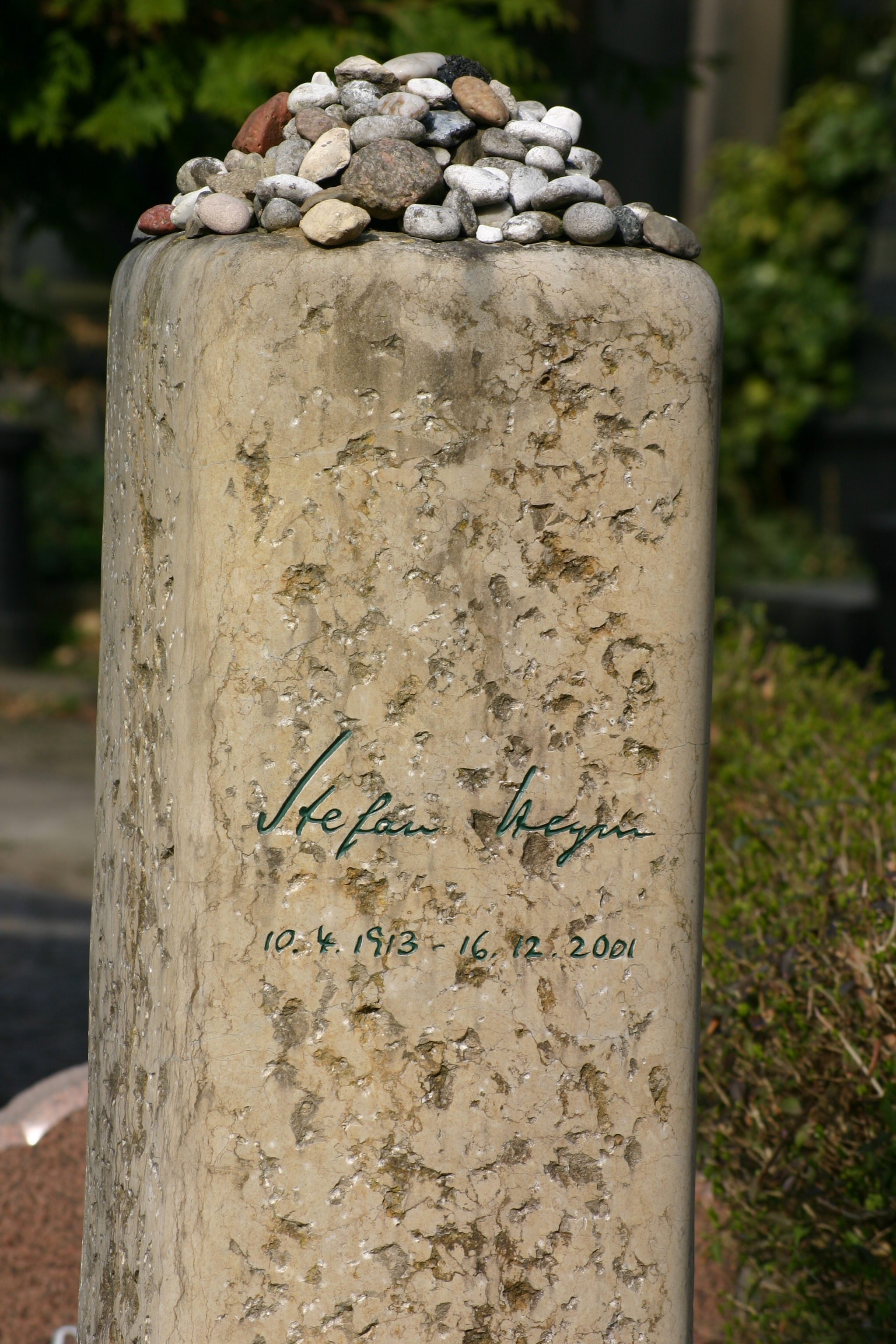
Hrob Stefana Heyma v Berlíně

Stefan Heym, vlastním jménem Helmuth Flieg (10. dubna 1913, Chemnitz – 16. prosince 2001, Ejn Bokek, Izrael), byl německý socialistický spisovatel a novinář. Roku 1933 odešel do Československa, kde přijal pseudonym Stefan Heym, a v letech 1935-1952 žil v USA.

## Život
Narodil se v rodině židovského obchodníka v saském Chemnitz, kde studoval na gymnáziu. Roku 1931 byl ze školy vyloučen, protože uveřejnil protiválečnou báseň. Maturitu složil v Berlíně, kde začal studovat novinářství. Po Hitlerově převzetí moci v roce 1933 emigroval do Československa, kde přijal pseudonym Stefan Heym. V Praze pracoval pro liberální německé noviny Prager Tagblatt a Bohemia a jeho články vycházely i v českých novinách.
V roce 1935 získal stipendium židovské studentské organizace do USA a na Chicagské univerzitě promoval roku 1936 prací o H. Heinem. V letech 1937-1939 byl šéfredaktorem německého týdeníku Deutsches Volksecho, který byl blízký komunistické straně USA. Když časopis zanikl, začal psát beletrii a hned jeho první román „Rukojmí“ (Hostages, 1942) měl veliký úspěch. Za druhé světové války psal protihitlerovské letáky a propagandistické texty pro armádu a po válce řídil noviny Die Neue Zeitung v Mnichově. Protože odmítal psát proti Sovětskému svazu, byl odvelen zpátky do USA a z armády propuštěn. Roku 1952 vrátil všechna americká vyznamenání a odešel nejprve do Prahy a pak do NDR. Žil v Berlíně jako prominentní antifašista, bydlel ve vládní vile a svými romány podporoval východoněmecký režim.
První větší konflikt nastal v roce 1956, kdy v NDR nesměl vyjít jeho román o berlínském povstání roku 1953, „Pět dní v červnu“. Protože přes zákaz publikoval na západě, vycházely jeho knihy v NDR jen v omezeném nákladu. Roku 1976 protestoval proti vypovězení písničkáře Wolfa Biermanna a 1979 byl vyloučen ze svazu spisovatelů. Ačkoli se už v roce 1982 vyslovil pro sjednocení Německa a v roce 1989 výrazně podporoval demokratické změny, protestoval proti připojení NDR ke Spolkové republice. V roce 1994 byl zvolen do spolkového parlamentu na kandidátce postkomunistické Strany demokratického socialismu (PDS) a roku 1997 se připojil k Erfurtské výzvě na podporu rudo-zelené koalice s tichou podporou PDS. Zemřel náhle v izraelských lázních Ejn Bokek, kde se účastnil konference o H. Heinem. Je pohřben na hřbitově v Berlíně - Weissensee.

## Ocenění
Heym získal Cenu Heinricha Manna (1953), Státní cenu NDR za literaturu (1959), čestné doktoráty univerzit v Bernu a v Cambridge (1991), Jeruzalémskou cenu za literaturu (1993) a roku 2001 se stal čestným občanem svého rodiště Chemnitz.

## Dílo v češtině
Heym napsal řadu úspěšných historických románů, které se však většinou vztahují k jeho současnosti. Psal zprvu anglicky, až od roku 1976 německy. Do češtiny bylo přeloženo:
- Goldsborough. Praha: Naše vojsko 1959
- Kanibalové a jiné povídky. Praha: Melantrich 1958
- Křižáci na Západě. Praha: Naše vojsko 1972
- Očima rozumu. Praha: Naše vojsko 1958